# Guru (película)
Guru (Hindi: गुरू, AFI: [gʊɾuː]) es una película filmada en 2007 en Hindi dirigida por Mani Ratnam. Tiene como protagonistas a Abhishek Bachchan, Aishwarya Rai, R. Madhavan, Vidya Balan y Mithun Chakraborty y a Mallika Sherawat como estrella invitada. La película también fue doblada a tamil y telugú. Fue lanzada el 12 de enero de 2007, y tuvo su premier en el Teatro Elgin Theatre en Toronto, Ontario, Canadá.
Guru fue escrita y producida por Mani Ratnam, y los diálogos en hindi fueron escritos por Vijay Krishna Acharya. Filmada en Mumbai, Turquía, Badami y Melkote (en Karnataka), y en Chennai, Pollachi, Madurai, Chettinad región Tamil Nadu, y Athirapilly en Kerala. La música fue compuesta por A. R. Rahman, con letras escritas por Gulzar. 
Ratnam describe a Guru como una película que refleja el deseo de un hombre por el éxito y la ambición, y muestra los cambios que India ha tenido desde los momentos posteriores a su independencia hasta el presente. Algunos reportes especulan que la película tiene muchas referencias biográficas a Dhirubhai Ambani, uno de los mayores hombres de negocio en la India. Al igual que el personaje Guru, Ambani también es originario de Gujarat e hijo de un profesor de escuela, trabajó en el extranjero para la compañía Shell, y retornó a India para importar poliéster. Ratnam ha descrito a Guru como una pieza insparada en historias pasadas y presentes.